# Cianato de amonio
El cianato de amonio es un compuesto inorgánico que, como todos los cianatos, se constituye como un ion de carga negativa o anión formado por un átomo de oxígeno, otro de carbono y otro de nitrógeno, unidos entre sí mediante enlaces covalentes, dejando una carga positiva, con un electro más. En este caso la base es el amonio (NH4).

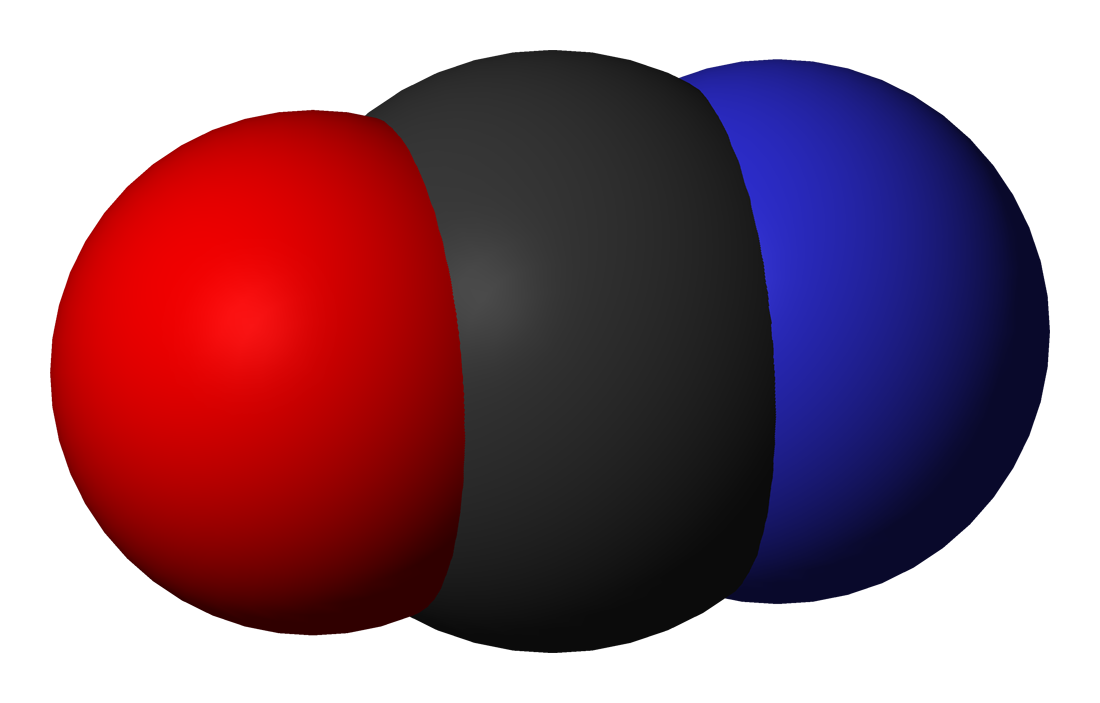
Modelo de bolas del ion cianato.

El ion cianato tiene una configuración isoelectrónica con el dióxido de carbono, y comparte con él su geometría lineal. El ion cianato, por otra parte, es un nucleófilo ambidentado en sustituciones nucleofílicas, dado que puede reaccionar para formar un alquilcianato R-OCN (como excepción) o un alquilisocianato R-NCO (como regla).

## Valor del cianato de amonio para la historia de la química orgánica
Más allá de sus características químicas o sus posibles utilidades, el cianato de amonio tiene una importancia histórica para la química orgánica porque suele fijarse el inicio de esta disciplina científica en el momento en que el químico alemán Friedrich Wöhler, en 1828, descubrió de forma bastante accidental que tal compuesto podía convertirse en urea, molécula orgánica presente en la orina de muchos animales, también del hombre. 
Hasta ese momento, era mayoritaria en la química orgánica la opinión que sustentaba que para sintetizar compuestos orgánicos era necesaria la intervención de la denominada “fuerza vital”, es decir, de los organismos vivos, razón por la cual se pensaba que no podían sintetizarse dichos compuestos fuera de un ser vivo. Esta teoría se conoce como “teoría vitalista”. El término “química orgánica” fue de hecho acuñado en 1807 por Berzelius porque se suponía que los componentes estudiados sólo podían hallarse en los seres vivos.
Wöhler trató cianato de plomo, Pb(CON)2 , con amoníaco con el fin de obtener cristales de cianato de amonio, NH4OCN. Se formó en efecto ese compuesto, pero al hervir la disolución para cristalizar esta sustancia ocurrió algo sorprendente: Wöhler observó al evaporar la disolución que se formaban unos cristales incoloros de gran tamaño, que no se correspondían con el cianato original. El análisis de dichos cristales determinó que su composición era urea. Wöhler había conseguido transformar, sin querer, un compuesto inorgánico en uno orgánico. Actualmente es bien sabido que el cianato amónico disuelto en agua, sufre, al ser calentado, una transposición, convirtiéndose en urea con arreglo a la siguiente reacción:
```
                            NH2
  NH4-OCN    ----->  OC  < 
               calor         NH2
```

Tanto por el hecho de que Wöhler no reivindicó especialmente su descubrimiento, como porque el cianato de amonio con que había llevado a cabo su experimento se había obtenido de la calcinación de huesos de animales, la teoría vitalista no desapareció de golpe, sino que fue desplazándose lentamente a lo largo de las siguientes dos décadas. Wöhler reconocería más tarde su descubrimiento en una carta a Jöns Jacob Berzelius, y escribiría las siguientes palabras:

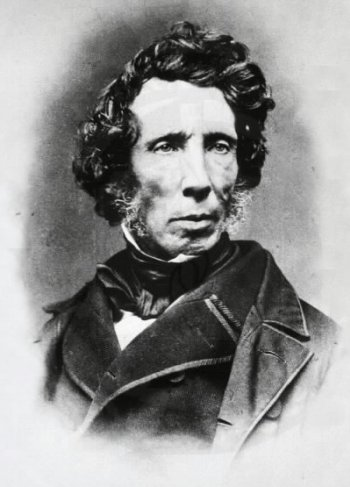
Fiedrich Wöhler, padre de la química orgánica.

En una breve comunicación anterior, impresa en el volumen III de estos Anales, afirmaba que por la acción del cianógeno sobre el amoníaco líquido se forman, entre otros varios productos, ácido oxálico y una sustancia blanca cristalizable que no es cianato amónico, pero que se obtiene siempre al intentar producirlo combinando ácido ciánico y amoníco, como, por ejemplo, por la llamada doble descomposición. El hecho de que en la unión de estas sustancias pareciera cambiar su naturaleza, dando lugar a un nuevo cuerpo, centró mi atención sobre el problema; la investigación dio el inesperado resultado de que se produce urea por la combinación de ácido ciánico y amoníaco, lo que constituye un hecho notable en cuanto proporciona un ejemplo de producción artificial de una sustancia orgánica -de las llamadas animales- a partir de materiales inorgánicos. (…)
… No voy a describir el comportamiento de esta urea artificial más en detalle, porque coincide perfectamente con el de la urea de la orina, tal como se encuentra en los escritos de Proust, Prout y otros. (…) En la destilación de la urea aparece también otra sustancia blanca aparentemente distinta, en cuyo ensayo me ocupo en la actualidad…ii
Dado el carácter isómero del cianato de amonio y de la urea, la síntesis de Wöhler dio pie también a la formulación de la teoría estructural, según la cual los compuestos deben sus propiedades fundamentalmente a su estructura físico-química, teoría que sería desarrollada preferentemente a mediados del siglo XIX por August Kekulé, Archibald S. Couper y Alexander M. Butlerov.